# Montastruc (Hautes-Pyrénées)
Montastruc település Franciaországban, Hautes-Pyrénées megyében. Lakosainak száma 238 fő (2022. január 1.). Montastruc Bonnefont, Bernadets-Dessus, Bonrepos, Burg, Castelbajac, Galan és Libaros községekkel határos.

## Népesség
A település népességének változása:
| Lakosok száma | 261  | 244  | 241  | 233  | 230  | 227  | 231  | 234  | 238  |
|               | 2013 | 2015 | 2016 | 2017 | 2018 | 2019 | 2020 | 2021 | 2022 |